# Светлый ром
Светлый (белый) ром, как и обычный ром — это крепкий алкогольный напиток, который производится из сброженных переработанных продуктов сахарного тростника путём дистилляции и выдержки.
Светлый ром также называют серебряным или белым ромом. Светлый ром обладает очень слабо выраженным вкусом, помимо присущей рому сладости. Чаще всего светлый ром используется в качестве основы для коктейлей. Чтобы убрать какую-либо окраску, светлый ром фильтруют после выдержки.

## История
До второй половины XIX века весь изготавливаемый ром был тяжёлым или тёмным, который считался подходящим для рабочей бедноты, в отличие от очищенных европейских спиртных напитков двойной перегонки. Для увеличения объёма ромового рынка Испанская королевская палата по развитию учредила приз тому, кто усовершенствует процесс производства рома. Результатом стало множество улучшений процесса изготовления, которые существенно повысили качество рома.
Одной из наиболее значимых фигур в процессе улучшения был Дон Факундо Бакарди Массо, переехавший в 1843 из Испании в Сантьяго-де-Куба. Его эксперименты с технологиями перегонки, угольной фильтрации, культивации особых видов дрожжей и выдерживания в бочках из американского дуба привели к созданию более мягкого напитка, известного сегодня как светлый ром. Для производства такого рома Дон Факундо в 1862 основал компанию Bacardi.
Дон Факунадо Бакарди осознал потенциальные возможности лёгкого рома в 1878 году, когда он привёз на Кубу первый аппарат непрерывной перегонки системы Коффи и революционизировал местное производство рома. Люди больше не были вынуждены пить густой, насыщенный и тягучий ром из традиционных кубов; теперь у них появилась лёгкая альтернатива, пригодная для купажирования с другими напитками.
Слух, что ром от Бакарди якобы помог испанскому королю Альфонсо XIII вылечиться от двустороннего воспаления легких, позволил увеличить его продажи в Испании. В 1931 году торговый дом построил винокурню в Мексике, а несколько лет спустя — ещё одну в Пуэрто-Рико. Последний ход позволил Бакарди избежать американского налога на импорт рома и продолжать выпуск продукции в годы Второй мировой войны, когда американский рынок съежился из-за отсутствия других крепких напитков местного производства. Когда Фидель Кастро национализировал заводы на Кубе, Бакарди уже зарегистрировал свою торговую марку в Нассау и перевёл производство на другие мощности.
Именно «Бакарди» и «Смирнофф» стали вестниками эры светлых, купажированных напитков, которые практически уничтожили «коричневые спирты» в конце 1970-х годов, но ром «Бакарди» сделал то, о чём водка «Смирнофф» могла только мечтать: он стал отдельной категорией спиртных напитков. Люди заказывают Bacardi и Coca-Cola, а не белый ром и колу.
В Британии слово «ром» до сих пор означает тёмный, почти чёрный сладковатый напиток. «URM» и «Сигрэм» издавна завозили ром с Барбадоса, Гайаны, Ямайки и Тринидада в Шотландию, где он созревает и купажируется в такие бренды, как «Лэмбе», «Капитан Морган», «Лемон Харт», «OVD» и «Блэк Харт». Даже сейчас в сельской глубинке на западном побережье Шотландии скорее встретите людей, пьющих ром «Траулер», чем шотландский виски. Такие специалисты по виски, как «Каденхедс», тоже импортируют ром, и их бренды, хотя и малоизвестные, принадлежат к числу лучших на сегодняшнем рынке.
Залог будущего успеха для рома находится на Карибах. Современных покупателей интересует аутентичность, качество и аромат, а у рома все это есть в избытке. Белые сорта рома чрезвычайно гибки и пригодны для купажирования с самыми разными напитками — что давно доказали любители «Бакарди»— но выдержанный коричневый ром может иметь лучшие перспективы.

## Перегонка
Как всегда, винокур оказывается перед выбором, пользоваться ли ему традиционным кубом или колонной непрерывной перегонки. В общем и целом, светлые разновидности рома изготавливаются из сусла быстрого брожения, которое затем дистиллируется в колонне непрерывной перегонки, тогда как ароматические, «традиционные» сорта дистиллируются в классических, медных кубах после продолжительного брожения.
Выдержка длится от 4 месяцев до 2 лет.

## Марки, выпускающие светлый ром
Havana Club, Malibu Rum, Bacardi, Bermudez, El Dorado, Appleton Estates 21 Years Old Jamaica Rum, Barcelo, Varadero Silver Dry, Carribian Club, Coruba, Myers’s, Cristal Limon, Bundaberg, Mount Gay, Anejo Blanco, Appleton, Santiago de Cuba, Captain Morgan Spiced Gold, Pyrat, Legendario Elexir the Cuba, Rum Tobacco Silver Premium, Cockspur Rum, Brugal, Oronoco Rum, Varadero Blanco 3 Anos, White BlossoM, Wray & Nephew Overproof и др.